# Мілослав Рансдорф
Мілослав Рансдорф (чеськ. Miloslav Ransdorf; 15 лютого 1953, Раковник — 22 січня 2016) — чеський політик з Комуністичної партії Чехії і Моравії і філософ, депутат Європейського парламенту з 2004.
У 1977 році закінчив філософський факультет Карлового університету. У 1978 році захистив ступінь магістра, а у 1982 році докторську дисертацію. У 1984–1992 працював в Чехословацькій академії наук.
У 1990 році він був обраний до Федеральних зборів від Комуністичної партії Чехословаччини (до 1992 року). У 1996–2004 роках він обирався членом Палати депутатів.
Неодноразово відвідував оккуповані частини Донецької та Луганської областей, а також Крим. Висловлював підтримку окупаційній владі. Відомий проросійською та антиамериканською політикою.
Через пів-року після останніх відвідин Криму поліція Швейцарії затримала в Цюриху Рансдорфа і ще трьох громадян Словаччини за спробу зняти в одному з банків 350 млн євро за фальшивими документами.
В пресі іноді його звуть Мірослав або Мирослав.

## Окремі видання
- Kapitoly z geneze husitské ideologie, 1986, 1987
- Zdeněk Nejedlý, 1988
- Z myšlenkového světa reformace, 1989
- Mistr Jan Hus, 1993
- Muž velké touhy. Komenský proti proudu dějin, 1995
- Nové čtení Marxe, 1996
- Muž svědomí: Ernesto «Che» Guevara, 2000